# Pseudocyclosorus latilobus
Pseudocyclosorus latilobus är en kärrbräkenväxtart som först beskrevs av Ren-Chang Ching, och fick sitt nu gällande namn av Ren-Chang Ching. Pseudocyclosorus latilobus ingår i släktet Pseudocyclosorus och familjen Thelypteridaceae. Inga underarter finns listade.